# 三宝寺勝蔵
三宝寺 勝蔵（さんほうじ しょうぞう）は、戦国時代の武将。直江兼続の家臣。信頼できる史料にはその名は見られない。

## 概要
江戸時代の随筆『煙霞綺談』に、その名が見られる。
それによると、あるとき、三宝寺勝蔵が下人（五助）を無礼討ちした。すると、その遺族たちが直江兼続に「あれの粗相は何も無礼討ちにされるほどのものではなかった」と訴え出た。兼続が調べてみると遺族の訴えの通りだったので、兼続は三宝寺勝蔵に慰謝料を支払うように命じた。しかし遺族たちは下人を返せと言って譲らない。兼続は「死人は生き返らないのだから、慰謝料で納得してくれないか」と言ったが、遺族たちはあくまでも下人を返せと言い張る。すると兼続は「よしわかった。下人を返して取らそう。だが、あの世に遣いにやれる者がおらぬゆえ、すまぬがそのほうたちが行ってくれぬか」と言って遺族3人の首をはね、その首を河原に晒してその横に立て札を立て、そこに「この者どもを使いに出すから死人を返せ　慶長二年二月七日　直江山城守兼続判」と閻魔大王への嘆願書を書いたという。

## その他
三宝寺勝蔵（庄蔵）という人物は史料に存在しないが、上杉家の一門に山本寺松三景長という人物が実在し、天正10年（1582年）に魚津城で戦死している。
訴えられたのは三宝寺勝蔵ではなく、実在した横田式部とする史料もある。